# Форнекс
Форнекс (фр. Fornex) насеље је и општина у јужној Француској у региону Миди Пирене, у департману Арјеж која припада префектури Памје.
По подацима из 2011. године у општини је живело 112 становника, а густина насељености је износила 11,64 становника/km². Општина се простире на површини од 9,62 km². Налази се на средњој надморској висини од 250 метара (максималној 422 m, а минималној 233 m).

## Демографија
| 1962. | 1968. | 1975. | 1982. | 1990. | 1999. | 2011. |
| ----- | ----- | ----- | ----- | ----- | ----- | ----- |
| 127   | 146   | 120   | 121   | 126   | 126   | 112   |

График промене броја становника у току последњих година